# 白盆窑站
白盆窑站是一个位于中国北京市丰台区花乡地区白盆窑村樊羊路与六圈路交叉口，属于北京地铁房山线的地铁车站。

## 历史
本站工程名为樊羊路站。2020年8月，北京市规划和自然资源委员会提出房山线北延车站命名预案，拟将本站定名为白盆窑站。2020年10月28日定名为白盆窑站。

## 结构

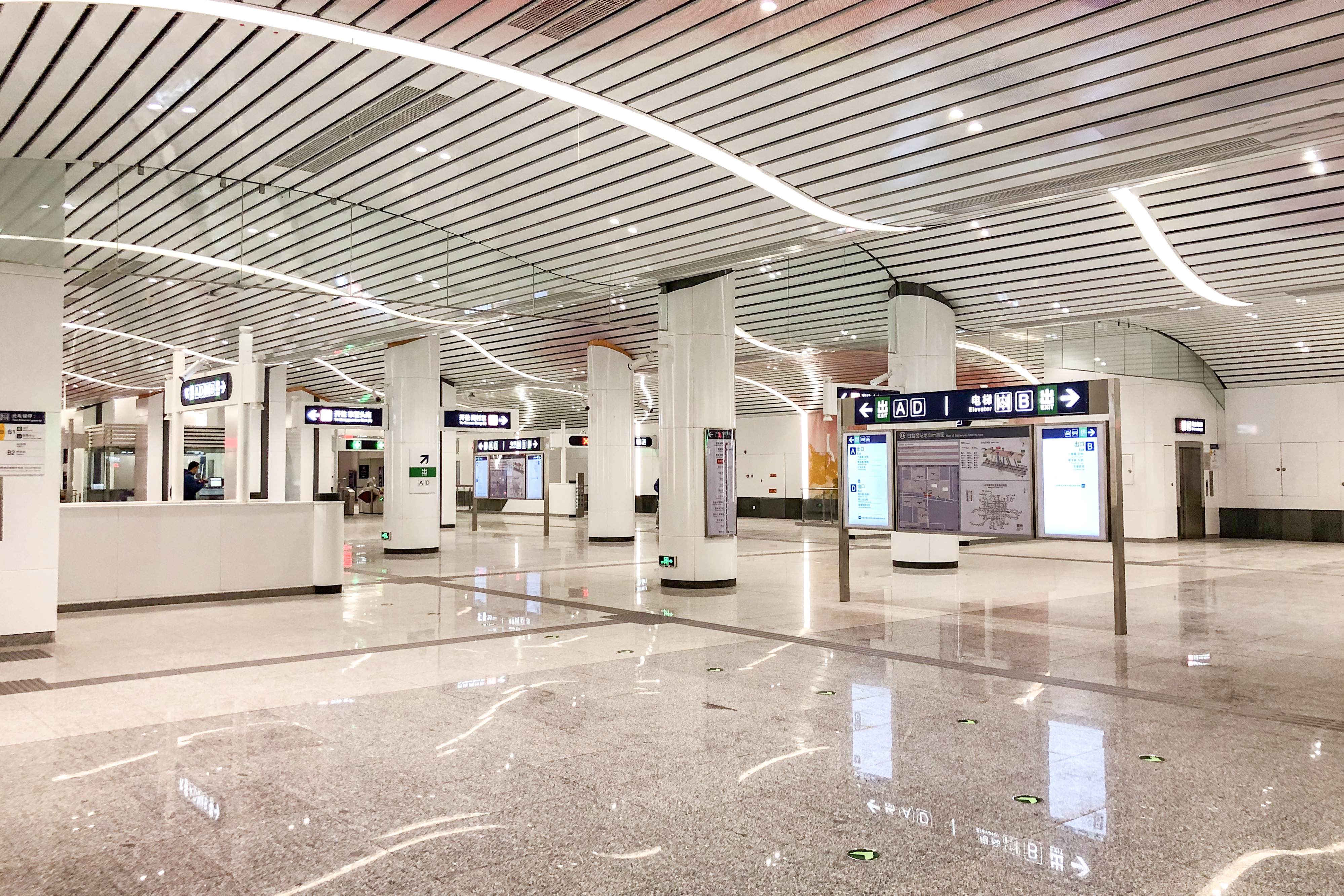
站厅（2021年1月摄）

本站为地下两层侧式车站。
| 地面层          | 街道                           | A-D出入口            |
| 地下一层 站厅层 | 站厅                           | 客服中心、进出站闸机 |
| 地下二层 站台层 | 侧式站台，右側開门             | 侧式站台，右側開门   |
| 地下二层 站台层 | █ 房山线往东管头南（花乡东桥） |                      |
| 地下二层 站台层 | █ 房山线往阎村东（郭公庄）     |                      |
| 地下二层 站台层 | 侧式站台，右側開门             |                      |

## 出入口
|                       |                                |                    |      |            |  |
| 编号                  | 指示                           | 建议前往的目的地   | 图片 | 无障碍设施 |  |
| 出口 · A              | 六圈路（北侧）                 | 亿城天筑           |      | 不適用     |  |
| 出口 · B · 升降机标志 | 六圈路（北侧）、樊羊路（东侧） | 首开华润家园       |      |            |  |
| 出口 · D              | 樊羊路（西侧）                 | 郭公庄幸福家园东区 |      | 不適用     |  |
| 註： 設有             |                                |                    |      |            |  |